# 尚食 (電視劇)
《尚食》（英語：Royal Feast），是一部2022年中国大陆播出的古裝劇。由于正担任制片人，由歡娛影視出品，由許凱、吳謹言、王楚然、王一哲、張楠、何奉天及劉敏領銜主演，由何瑞賢及王艷特別主演，並由于榮光及張芷溪聯合演出。
中國大陸於2022年2月22日在芒果TV首播。台灣於2022年2月22日起在LINE TV首播。隔週3月1日起，每週二於中華電信MOD與Hami Video 影音平台同步跟播。4月14日起由MyVideo一次性全數上架。香港於2022年2月22日起由MyTV Super首播，其後於5月16日起在翡翠台播出粵語配音版。

## 剧情简介
明成祖永乐十九年，大明风调雨顺，万邦来朝。为招待源源不绝的各国使节团，永乐帝不拘一格，昭选天下女子之善烹者入宫以充大明尚食局掌膳之选。出身良好的少女姚子衿是江南少女，幼時曾於外祖父家之鄉的田間偶遇随皇帝暗访农家的皇太孫朱瞻基，并对他一见钟情。为追求傾慕之人，她精心学习绘画烹饪、蹴鞠鼓琴，不惜离开家族远赴深宫。经过重重选拔，姚子衿成功入选为尚食局宫女，因此與丐戶出身的殷紫萍、天才掌膳蘇月華結識。三人奇計百出，創新百道新鮮菜色，巧妙融入中華藥膳，更令歷代古籍名餚重現人間。姚子衿步步高升，從宮女、掌膳一路進晉升到典膳、司膳，烹飪技術也隨之精進，尚食之位指日可待。此時，她與朱瞻基的佳餚姻緣也隨之拉開序幕，在宮鬥與御膳的競藝中，兩人譜寫出相知相伴、相愛相守的勵志情感故事。

## 播放平台

### 首播
| 頻道          | 所在地                                 | 播出日期                                              | 播出時間                  | 備註 |
| ------------- | -------------------------------------- | ----------------------------------------------------- | ------------------------- | --- |
| 芒果TV        | 中国大陆                               | 2022年2月22日- 2022年3月26日 （非會員）-2022年4月13日 | 20：00                    | VIP会员首周每天更新2集，3月4日起每周五、周六更新2集，周日、周一更新1集，首更6集。 非会员首周每日更新1集，3月4日起每周日至周二更新一集，3月26日会员大结局后，每日更新1集，首更2集，至4月13日非會員收官。 |
| LINE TV       | 臺灣                                   | 2022年2月22日- 2022年3月26日 （非會員）-2022年4月13日 | 20：00                    | VIP會員首週每日更新兩集，3月4日起週五、週六20:00更新2集，週日、週一更新1集。 |
| MyTV Super    | 香港                                   | 2022年2月22日- 2022年3月26日                          | 20：00                    | MyTv Gold用戶於MyTv Super 劇集專區專享首周每天更新2集，3月4日起每周五、周六更新2集，周日、周一更新1集，首更6集。                                                                                        |
| Hami Video    | 臺灣                                   | 2022年3月1日起                                        | 20：00                    | 全 40 集，每週二更新集數 |
| 中華電信MOD   | 臺灣                                   | 2022年3月1日起                                        | 20：00                    | 全 40 集，每週二更新集數 |
| MyVideo       | 臺灣                                   | 2022年4月14日起                                       |                           | 一次性上架 |
| 八大戲劇台    | 臺灣                                   | 2023年12月6日                                         | 21:00                     | 星期一至五 |
| Astro双星     | 马来西亚                               | 2022年3月14日                                         | 21:00 - 23:00             | 每周一至五，两集连播。 |
| 翡翠台        | 香港                                   | 2022年5月16日- 2022年6月30日                          | 每周一至五 20：30 - 21:30 | TVB粤语配音版 |
| 翡翠台        | TVB Anywhere服務地區（不包括马来西亚） | 2022年5月16日- 2022年6月30日                          | 每周一至五 20：30 - 21:30 | TVB粤语配音版 |
| Astro Ria     | 马来西亚                               | 2022年7月14日                                         | 17:00 - 18:00             | 每周一至五 |
| HUB娛家戲劇台 | 新加坡                                 | 2022年10月18日                                        | 19:00 - 20:00             | 每周一至五 TVB版 |
| 新传媒U频道   | 新加坡                                 | 2022年12月15日                                        | 22:00 - 23:00             | 每周一至五 全 40 集 |

## 演员列表

### 主要演员
| 演員                                    | 角色   | 介紹 | 香港配音 |
| 許凱 （11歲：鄭子涵） （15歲：馬柏全）  | 朱瞻基 | 皇太孙→皇太子→皇帝（明宣宗），年號宣德 劇情開始時為太子朱高炽之嫡长子；身為皇太孫深受皇帝明成祖朱棣的寵愛，知書達禮、有勇有謀、能文善武，尊貴且機敏。因小時候隨祖父朱棣四處征戰，少年時便能獨當一面，威懾天下，數次保護父親朱高熾免遭兩個叔父（漢王、趙王）的聯手打擊與陷害。和太孫妃胡善祥相敬如賓，素好在書齋草舍獨自用膳；私下喜養貓(取名「硯臺」)、鬥蛐蛐兒(蟋蟀)、品嘗各種美食。自從姚子衿開始為他送膳後，姚子衿的知情識趣讓他漸生情愫。 | 曹啟謙   |
| 吴谨言 （6歲：董美希） （12歲：李熙媛） | 姚子衿 | 尚食局宫女→尚食局掌膳→尚食局典膳→尚食局司膳→太子嫔→贵妃→皇后 歷史原型：孝恭章皇后 原姓孫氏，小名「阿狸」，孟紫澐之徒。幼時因母久病寄居外祖家，曾偶遇伴隨朱棣暗訪農家的皇太孫朱瞻基，對他一見鍾情。在10歲時被當時的太子妃（後來的仁宗張皇后）之母彭城伯夫人(即瞻基外婆)推薦入宮、明成祖賜贈玉珮一枚指定為「太孫妃」之人選，受當時太子妃張氏教育，精心栽培學習棋琴書畫、烹飪、蹴鞠、騎馬射獵。後因重病出宮休養，而由胡善祥取而代之。其生母因擔心自己出身樂籍耽誤了阿狸而自盡，其嫡母於病歿前更是奮力勸她入宮奪回屬於她的幸福。 姚子衿入宮後，經過選拔成為尚食局宮女，並漸漸產生對於料理的興趣，進而不斷研究烹飪，並將許多食材與技術融合進自己的菜肴中，結合中華藥膳，在宮中受到歡迎，地位也因此一步步提升，從宮女、掌膳、典膳再到司膳，靠著自己的美食技藝，獲得越來越高的地位和重視，並隨之與朱瞻基相愛。 朱瞻基登基後，御賜居住於象徵大明寵妃的宮殿─永宁宫。 | 何璐怡   |

### 大明皇室
| 演員                                    | 角色           | 介紹 | 香港配音                     |
| 王一哲 （8歲：羅梓承） （11歲：王羿鵾） | 游一帆／朱瞻禮 | 錦衣衛指揮同知→錦衣衛指揮使 歷史原型：朱瞻圻 字雲舟。漢王朱高煦之庶子，母鄭氏；朱瞻基之堂弟。 幼時因其父懷疑其母與人私通，逃出家門、流浪在外乞食(這時期曾經受姚子衿幫助，因此對姚子衿有好感)，後獲叔父趙王朱高燧所救，成為趙王養子，認趙王為「父王」。 英俊桀驁，腹黑神秘，玩世不恭。執行任務時異常冷酷殘忍，因一次上元宮宴救駕有功而獲當時的皇帝明仁宗朱高熾晉升，成為大明最年輕的錦衣衞指揮使。行事亦正亦邪，曾經數起大獄，深為朝臣所忌憚，表面上與太子朱瞻基交好，實際上似乎卻隱藏着重重秘密。後於漢王起兵造反時，又暗戀姚子衿與義父趙王串聯、策動錦衣衛控制京師與皇城，終因朱瞻基成功生擒漢王並及時回防京師而失敗，最後關頭出劍與朱瞻基對決落敗、認輸並以朱瞻基的御劍自刎而死。 | 李致林 （8歲／11歲：羅孔柔） |
| 于荣光                                  | 朱棣           | 明太宗（明成祖），年號永樂 朱高炽、朱高煦、朱高燧之父 朱瞻基及朱瞻禮之祖父。 | 招世亮                       |
| 洪剑涛                                  | 朱高炽         | 皇太子→皇帝（明仁宗），年號洪熙 朱棣之嫡长子；漢王朱高煦、赵王朱高燧之兄；朱瞻基、鄭王朱瞻埈、襄王朱瞻墡、衛王朱瞻埏之父。 於成祖屢次出征時擔任監國職位，實際負責國家政事。繼承皇位後，勤政愛民，採取一系列政治、經濟、軍事改革與調整，欲使國家富足。（劇情設計為一位愛好各種美食、無肉不歡的角色。） | 葉振聲                       |
| 王東                                    | 朱高煦         | 漢王 朱棣之嫡次子 朱棣之子丶朱高炽之弟丶赵王朱高燧之兄丶韋氏之夫丶朱瞻禮之父。 戰功彪炳、論軍陣之才最接近父皇朱棣，對皇位始終野心不絕。 | 蘇強文                       |
| 汪蘆雲                                  | 韋秀禎         | 漢王妃韋氏 漢王朱高煦之妻 | 劉惠雲                       |
| 王雨                                    | 朱高燧         | 赵王 朱棣之嫡三子 | 蕭徽勇                       |
| 梅寶萊                                  | 沐氏           | 赵王妃沐氏 趙王朱高燧之妻 | 魏惠娥                       |
| 袁志穎                                  | 朱瞻埈         | 鄭王 朱高熾之庶子，母李賢妃 |                              |
| 劉銳                                    | 朱瞻墡         | 襄王 朱高熾之嫡三子 朱瞻基討伐漢王御駕親征時，留守京師代為監國 | 鍾見麟                       |
| 林靖喆                                  | 朱瞻埏         | 衛王 朱高炽之庶十子，母郭氏 對朱瞻基十分的依賴。 | 劉惠雲                       |

#### 朱棣後宮
| 演員   | 角色   | 介紹                                                                              | 香港配音 |
| 于荣光 | 朱棣   | 明太宗（明成祖），年號永樂 朱高炽、朱高煦、朱高燧之父 朱瞻基之祖父。 詳見大明皇室 | 招世亮   |
| 邓莎   | 韩庄妃 | 庄妃 历史原型：韩丽妃 朱棣之嫔妃，朱棣駕崩後殉葬                                  | 林元春   |
| 高洋   | 李昭儀 | 皇帝嬪妃 朱棣之嫔妃                                                               | 葉曉欣   |
| 曾一萱 | 喻美人 | 皇帝嬪妃 历史原型：喻贤妃 朱棣之嫔妃                                              | 魏惠娥   |

#### 朱高炽後宮
| 演員   | 角色   | 介紹 | 香港配音 |
| 洪剑涛 | 朱高炽 | 皇太子→皇帝（明仁宗），年號洪熙 朱棣之嫡长子、朱瞻基之父。 詳見大明皇室                                                               | 葉振聲   |
| 刘敏   | 張皇后 | 太子妃→皇后（誠孝昭皇后）→皇太后 朱高炽之正宫、朱瞻基、朱瞻墡之生母。以效法成為太祖孝慈高皇后馬氏、成祖仁孝文皇后徐氏為終身職志目標。 | 曾秀清   |
| 程莉莎 | 郭贵妃 | 太子側妃→贵妃（恭肅贵妃） 朱高炽之嫔妃，朱高炽駕崩後懸樑自盡 朱瞻埏之生母                                                             | 梁少霞   |
| 洛曦   | 敬妃   | 敬妃張氏 历史原型：張敬妃 朱高炽死後，免於殉葬                                                                                        |          |

#### 朱瞻基後宮
| 演員                               | 角色         | 介紹 | 香港配音               |
| 吴谨言                             | 姚子衿／孫氏 | 尚食局宫女→尚食局掌膳→尚食局典膳→尚食局司膳→太子嫔→贵妃→皇后（孝恭章皇后） | 何璐怡                 |
| 张楠 （2歲：小花） （8歲：紀昀抒） | 胡善祥       | 太孙妃→太子妃→皇后（恭让章皇后）→女醫 朱瞻基之正宫元配，出生時據稱「天降祥瑞」，因此被選為太孫妃。胡善围之三妹；胡善媛之三姐。幼時因身體孱弱，而喜於外祖父家研讀醫書、藥理。起初認定自己是胡氏一族為鞏固朝中勢力之傀儡。最后认为孙氏才适合当皇后，所以主动辞去皇后之位，出宮行醫濟世（對外稱在長樂宮清修）。 | 張頌欣 （8歲：葉曉欣） |
| 王可如                             | 吳妙賢       | 太孫才人→太子才人→昭儀→庶人 歷史原型：吳賢妃 朱瞻基之嫔妃，極擅香道，為人笑臉迎人，表面上大而化之卻孩子氣，實為漢王之家奴而送入宮當線眼。 | 陳皓宜                 |
| 楷旋                               | 何氏         | 太孫嫔妃→太子才人→惠妃 朱瞻基之嫔妃 | 劉惠雲                 |
| 穆樂恩                             | 趙氏         | 太孫嫔妃→太子才人→美人 朱瞻基之嫔妃 | 陳琴雲                 |
| 王美妍                             | 曹氏         | 太孫嫔妃→太子才人→婕妤 朱瞻基之嫔妃 | 魏惠娥                 |
| 李書漫                             | 焦氏         | 太子才人→貴人 朱瞻基之嫔妃 | 詹健兒                 |

### 大明朝廷
| 演員   | 角色   | 介紹 | 香港配音 |
| 張垒   | 楊士奇 | 左春坊大學士兼東宮侍講 太子府屬官出身，與楊榮、楊溥並稱為「三楊」 | 潘文柏   |
| 吳翼男 | 楊榮   | 文淵閣大學士兼翰林院學士 太子府屬官出身，與楊溥、楊士奇並稱為「三楊」 |          |
| 劉顧浩 | 楊溥   | 武英殿大學士兼禮部尚書 太子府屬官出身，與楊榮、楊士奇並稱為「三楊」 |          |
| 于春   | 金幼孜 | 文淵閣大學士兼翰林院學士 |          |
| 孫榮   | 蹇義   | 吏部尚書兼詹事府詹事 | 張錦江   |
| 孫迪   | 井泉   | 光祿寺卿 因當時御膳皆由光祿寺擬好三餐菜單及選用食材，交給皇帝過目，再轉交尚膳監烹調，最後由尚食局伺候用餐，故光祿寺卿官架子擺很大，也從採辦食材中撈了許多油水。 | 李錦綸   |
| 李淳瀚 | 劉順   | 鴻臚寺丞 | 陳卓智   |
| 薛賓   | 吳中   | 工部尚書 |          |
| 向夏   | 劉公公 | 朱高熾親侍太監 | 劉奕希   |
| 刘永刚 | 趙公公 | 西苑太監 | 雷霆     |
| 朱致灵 | 陈芜   | 朱瞻基內侍 | 李鎮然   |
| 何奉天 | 袁琦   | 朱瞻基內侍 自六歲服侍皇太孫朱瞻基，機靈狡黠，圓滑處世，尤擅諂媚，對朱瞻基忠誠不二；與陳蕪同為朱瞻基身邊的心腹，雖因從小伴着太孫長大而備受信任，可在政事上卻受到輕忽，因此對陳蕪充滿嫉恨。後因收受賄賂、將手伸入內宦監採辦撈油水，而被孟尚宮、貴妃姚子衿盯上，對姚子衿尤其不滿，最后因为其利用职务之便搜刮民脂民膏、压榨百姓及参加谋反并受指使企图谋害宣宗被朱瞻基以凌迟处死 | 梁偉德   |
| 羅澤楷 | 梅少淵 | 御史 常與太子朱瞻基下棋、談論朝政。因「救」過淪落街頭的殷紫萍，使其去酒樓學廚藝而讓殷紫萍傾心；一度被朱瞻基誤會與姚子衿互有好感。 | 關令翹   |
| 李斌   | 戴院判 | 太醫院院判 | 張錦江   |
| 易勇名 | 盛寅   | 盛太醫 醫術精湛、非比尋常太醫，多次解救太子朱瞻基周遭的親人、十分受太子信任重用。 | 陳欣     |
| 吳勇泉 | 趙太醫 | 太醫 | 招世亮   |
| 徐百慧 | 江司藥 | 司藥司司藥 | 魏惠娥   |
| 劉美希 | 陳尚服 | 尚服司尚服 | 沈小蘭   |
| 王彥澤 | 萬掌印 | 掌印司掌印 | 黃啟昌   |

### 尚食局
明代尚食局女官依品級高低分為：尚食（首席女官）下轄五司：司膳司、司酝司、司药司、司饎司、司醫司（詳參見尚食局），本劇主要以司膳司製作御膳為故事發生場景。司膳司設置司膳，負責管理典膳與掌膳。
| 演員                    | 角色   | 介紹 | 香港配音 |
| 王楚然 （6歲：樂兒）    | 苏月华 | 尚食局宫女→尚食局典膳→尚食局司膳→庶人→宮女 孟紫沄的親生女兒，王遙清之徒弟 舊名蘇懷瑜，清冷驕傲。名廚世家出身，童年的時候親生母親不告而別，帶給她一生難解的困惑，成年後為了尋找母親入宮，烹飪天分很高，對自己的要求也很高，和殷紫萍一起競爭尚食之位。認為自己不受重視，且誤會母親只為權力趨炎附勢，漸漸失去本心。 先前因與游一帆合作互通消息，而後對此有好感 原因為在皇后胡善祥之間挑撥離間、後對子矜下毒等罪被下獄，得知母親並非自己想像中無情，以自身功績換自己性命，改判永生苦役而悔恨不已。                                                                                | 成瑤孆   |
| 何瑞贤 （13歲：祁心蕊） | 殷紫萍 | 尚食局宫女→尚食局掌膳→尚食局典膳→尚食局司膳→尚食局尚食→民间庖厨 自洪武年間，因殷氏一族本是張士誠舊部，而被編為丐戶，代代受盡歧視，淪為賤民。殷紫萍父母為她脫奴籍散盡家財，最終只剩下她一人，受盡欺負，為擺脫宿命而入宮。聰明頑強。事事不服輸的她學習烹飪之術，施展渾身解數冒名入宮，試圖爭奪大明尚食之位，徹底改變自己的命運。因為出身寒微，人生最大的渴望是名望和地位。與姚子衿情同姊妹。 以京師賑災之功，蒙太后懿旨封为尚食局尚食，后主动辞去尚食一职返回民间成为一名普通庖厨。                                                                                             | 黃昕瑜   |
| 王艳                    | 孟紫澐 | 尚食局尚食→宮女→尚食局尚食→尚宮局尚宮→安樂堂宮女→尚宮局尚宮 尚食局首席女官，下辖司膳司、司酝司、司药司、司饎司四司。蘇月華的親生母親，尚食局首席女官，烹飪佳餚的頂尖高手。因拒奸毆傷親族，雖特免治罪，卻被驅逐出族，幸遇貴人施恩、得當時的漢王所救，而得以入宮為官。後一力彈壓光祿寺、尚膳監的名廚，成為大明最高尚食，苦心一世，勤勉一生，看似無情卻有深情。平時剩餘的食材製作守山糧和研究毒菜辨識方法的野菜方，以備不時之需。 終以「製作守山糧和研究野菜方」的功勞，蒙太后懿旨官復原職，並奉太后指示給漢王送上賜死的毒酒，卻也同時喝了毒酒，以還漢王救命恩情、與之共赴黃泉。 | 陸惠玲   |
| 张芷溪 （10歲：張梓伊） | 胡善围 | 尚食局司膳→尚食局尚食 胡善祥、胡善媛之长姐，與王遙清一起入宮，情同姊妹，為了得到司膳司掌事之位謀劃許久，不惜與王遙清假裝不睦，伺機而動。與姚子衿見面後，蘇月華去質問為何要殺王遙清時，利用蘇月華之手自盡，卻讓胡善祥誤會是姚子衿下的手。 | 詹健兒   |
| 练练                    | 王遥清 | 尚食局司膳 少時與胡善围一起入宮，情同姊妹，但在人前一直裝作二人不合，以避孟尚食疑心。收蘇月華為徒、教其畢生研究。後因幫胡善圍頂罪，歸鄉後不久便自縊身亡，實為知道胡善围許多秘密勾當而被她滅口。 | 鄭麗麗   |
| 王瑞子                  | 姜晚鶯 | 尚食局司膳 | 梁少霞   |
| 聞雨                    | 方含英 | 尚食局典膳→尚食局尚食 喜歡並暗戀陳蕪 | 林元春   |
| 盛朗熙                  | 白金笙 | 尚食局典膳 因騙朱瞻基説是自己用泉水擦拭掉桌上的污漬，其實是她看見姚子衿這樣做的。朱瞻基一詢問便得知這人是冒頂功勞，以她心術不正論罪、直接被杖責二十逐出宮門。原來去漬的並不是山泉水，而是陳放三年的雨水。 | 羅孔柔   |
| 周紫馨                  | 趙嵐翠 | 尚食局典膳 因在太子朱高熾禁肉食期間，呈上的炒青菜中用了肉糜熬煮湯汁使青菜入味，被錦衣衛發現，杖責後逐出宮去。 典膳一職於是有了開缺。 | 陳皓宜   |
| 姚童                    | 闻宴桃 | 尚食局典膳→上林苑 | 葉曉欣   |
| 黃馨瑤                  | 禾黍   | 尚食局掌膳→尚食局典膳 | 張頌欣   |
| 马梦唯                  | 香芹   | 尚食局掌膳 | 廖欣怡   |
| 张譯兮                  | 雪芦   | 尚食局掌膳 十分愛吃，常常邊幫忙做膳食邊嘴饞吃掉食材與半成品。 | 凌晞     |
| 劉璐                    | 玉膾   | 尚食局掌膳 | 陳皓宜   |

### 後宮宮女
| 演員     | 角色 | 介紹                                                                  | 香港配音 |
| 馬小莤   | 梅清 | 張氏身邊的宮女                                                        | 謝潔貞   |
| 馬小欽   | 錦書 | 胡善祥身邊的宮女 被胡善祥發現是胡善圍安插於其身邊的人後被其趕出宮外。 | 羅孔柔   |
| 安安     | 畫屏 | 胡善祥身邊的宮女                                                      | 葉曉欣   |
| 董慧     | 阿金 | 原朱棣的莊妃之宮女，姚子衿封為太子嬪後自請皇后張氏為其宮女            | 凌晞     |
| 趙昱萱   | 伏姜 | 姚子衿身邊的宮女                                                      | 羅孔柔   |
| 蔣袁婭蓉 | 芳佩 | 吳妙賢身邊的宮女                                                      | 廖欣怡   |

### 其他角色
| 演員   | 角色       | 介紹                                       | 香港配音       |
| 许榕真 | 衿母徐氏   | 姚子衿之嫡母 姚子衿稱為母親，實則為其嫡母  | 梁少霞         |
| 奚望   | 衿師舜玉   | 姚子衿之生母 姚子衿稱為姆師，實則為其生母  | 劉惠雲         |
| 李玫春 | 庄妃母親   | 庄妃母親 朱棣的庄妃之母親                  | 港版戲份被刪除 |
| 甘薇   | 徐妙錦     | 中山武寧王徐達么女，亦即徐皇后么妹         | 無對白         |
| 康羣智 | 彭城伯夫人 | 太子妃張氏→皇后（誠孝昭皇后）→皇太后的母親 | 林丹鳳         |
| 范楨   | 胡善媛     | 胡善圍、胡善祥之七妹                       | 廖欣怡         |
| 張宏斌 | 胡父       | 胡善圍、胡善祥及胡善媛之父                 |                |
| 顧凱俐 | 胡祖母     | 胡善圍、胡善祥及胡善媛之祖母               |                |
| 梅凌甄 | 燕娘       |                                            | 沈小蘭         |

## 獲獎記錄
| 獲獎日期     | 獎項方                 | 獲獎名稱     | 獲獎情況 |
| ------------ | ---------------------- | ------------ | -------- |
| 2022年9月9日 | 第32屆浙江電視“牡丹獎” | 優秀電視劇獎 | 獲獎     |

## 电视剧歌曲

### 中国大陆
| 《尚食》电视剧原声带 | 《尚食》电视剧原声带 | 《尚食》电视剧原声带 | 《尚食》电视剧原声带 | 《尚食》电视剧原声带 |
| 曲序                 | 曲目                 |                      | 作曲                 | 演唱                 |
| -------------------- | -------------------- | -------------------- | -------------------- | -------------------- |
| 1.                   | 尚食（主题曲）       | 于正                 | 陆虎                 | 陆虎                 |
| 2.                   | 滋味（片尾曲）       | 于正                 | 陆虎                 | 王一哲               |

### 香港
| 主唱   | 歌曲                 | 作曲   | 填詞 | 編曲       | 監製   |
| 吳若希 | 五味回憶（主題曲）   | 劉易昇 | 楊熙 | 黃兆銘     | 劉易昇 |
| 詹天文 | 愛情許可證（片尾曲） | 劉易昇 | 楊熙 | Johnny Yim | 劉易昇 |

## 製作出品
| 參與項目       | 單位名稱                                                                               |
| -------------- | -------------------------------------------------------------------------------------- |
| 出品           | 湖南快樂陽光互動娛樂傳媒有限公司 東陽歡娛影視文化有限公司 東陽知和影視文化傳媒有限公司 |
| 承製           | 東陽歡娛影視文化有限公司                                                               |
| 發行           | 東陽歡娛影視文化有限公司                                                               |
| 信息網絡傳播權 | 湖南快樂陽光互動娛樂傳媒有限公司                                                       |

## 各集御膳美食

### 第1-13集（明成祖永樂20-22年）
第1集——永樂20年9月重陽宮宴
- 紅燒肉：朱棣班師回宮，重陽夜宴一開始上的菜肴，即「東坡肉」。起源於南北朝，賈思勰《齊民要術》詳細記載其作法。紅燒肉肥瘦相間、香甜鬆軟、入口即化，再加上北宋文學家蘇軾貶於黃州時的改進和大力推廣，讓這道杭州菜風行全國，所以又稱「東坡肉」。相傳《東坡集》有首豬肉詩云：「黃州好豬肉，價錢等糞土，富者不肯喫，貧者不解煮；慢著火、少著水，柴頭罨煙焰不起，待他自熟莫催它，火候足時它自美；早晨起來打兩碗，飽得自家君莫管。」今膳中有所謂東坡肉者，即本此。蓋以豬肉切為長大方塊，加醬油及酒，煮至極融化，雖老年之無齒者亦可食。
- 炙骨：為恭賀御駕親征軍凱旋歸而炙，喻意「便是敵軍生來鐵骨，亦不敵陛下龍威，更難勝我軍驍勇」；但因皇帝腸胃不適或牙痛(?)而未食用。元代佚名《居家必用事類全集》記載了炙骨的製作方法：「帶皮羊肋，每枝截兩段，用腦砂末一稔，沸湯浸，放溫，蘸炙，急翻勿令熟，再蘸再炙，如此三次。好酒略浸，上鏟一翻，便可食。凡豬羊脊膂、獐兔精肉，用羊脂包炙之。」
- 糖醋活鯉魚
- 桃花泛（assorted seafood over sizzling rice）：用鍋巴炸焦，淋上紅麴汁勾芡，因色如桃花，由此得名。色澤誘人、酸甜酥鮮。桃花泛食譜做法：酥脆的鍋巴掰成小塊，再用山泉水浸泡香菇丁以及玉蘭片。蝦仁在澱粉裡翻滾一下，丟入四分熟的豬油油炸。加入薑末、香菇丁、玉蘭片丁、番茄醬、白糖、雞湯、料酒、精鹽炒開。等待時機成熟，放蝦仁、淋上豬油炒勻，製作湯汁。鍋巴下入七分熱油炸至微黃，再將汁澆在鍋巴上。
- 包兒飯：犒軍宴；劇中蘇月華用一道「包兒飯」安撫了一眾疲憊飢餓的士兵，化解了尚食局的危機。明朝崇禎年間內監劉若愚《酌中志》記載，包兒飯是以各樣精肥肉、薑、蒜剉如豆大，隨後拌入飯中，再以茼蒿大葉裹食之，簡單快手。後來經滿族吸收改造，包兒飯所用的菜葉、米飯、炒菜、佐料有了更多選擇，包兒飯也作為滿族的傳統特色食品一直流傳至今。[7]
包兒飯食譜做法：煮白米飯。薑蔥、大頭蔥、四季豆、尖椒、酸菜下鍋炒。將豬肉或是雞肉炒好備用。把炒好的配菜和肉倒進白飯裡拌勻。把飯包進生菜葉裡。
- 肝膏湯：選用細沙雞肝，調味後上籠蒸熟，凝成湯。
- 雞汁豆腐：豆腐腦上淋雞油，吃時很嫩，便於消化。
- 藥膳肉：用丁香、官桂、豆蔻等中藥香料慢煨整塊帶皮五花肉而成，香味濃郁、酥爛可口、健脾開胃。
- 子母會：永樂帝戰勝敵軍凱旋歸朝、大宴朝臣席間，漢王開始含沙射影太子朱高熾的過錯，等著皇帝降罪於太子。此時太子妃張氏親自端上了宴席最後一道菜，名叫「子母會」，並追憶先皇后徐氏在世時對她的照顧，婆媳感情至深，其實也是想讓聖上饒恕太子的過錯。「子母會」乃四川巴蜀傳統名菜，以蒸鴿淋上勾芡醬汁，搭配裹粉炸鴿蛋同配一菜，故名。此菜形整色美、鴿肉鮮香、鴿蛋軟嫩、鹹鮮可口，富於滋補。秋冬季節食之最佳。

第2集
- 如意蓀：蓀同「孫」（代表皇太孫）。
- 碧筒飲：音同「與陛下同飲」。
- (西湖)無心蓮子酒：蓮子無心，寓意臣子「無心之過」。朱瞻基在送給皇帝爺爺的膳食中，用菜表明讓皇帝赦免罪臣楊士奇，也是饒恕父親皇太子。
- 醉棗：夜讀小食之一，朱瞻基稱「夜讀時分送醉棗，墨香伴酒香，相得益彰」。用酒浸泡紅棗，不僅保留了棗子的色形，而且棗香酒香交織。相傳起於西漢宣帝時渤海太守龔遂，或說源於唐初秦王李世民祭奠陣亡將士並賞賜朝臣，唐高祖李淵賜名晉棗。明末清初著名詞人朱彝尊記載其製作方法是：「揀大黑棗，用牙刷刷淨，入臘酒釀浸，加真燒酒一小杯，瓶擰，封固。經年不壞，空心啖數枚佳，出路早行尤宜，夜坐讀書亦妙。」

第3集
- 醋溜素黃魚：皇帝下令太子朱高熾禁食肉，於是尚食局為太子設計的「減肥食譜」素食之一，魚鰓用冬菇製成。「溜」為中國北方常見烹調方式；醋溜一般是將主料炸過後，另起鍋，放入主料，淋上含醋或糖醋勾芡的調味汁而成。
醋溜素黃魚食譜作法：將馬鈴薯去皮搗成泥，加入豆腐、笋、冬菇一起翻炒，冷卻後就是以假亂真的「魚肉」。把魚腮（大冬菇）及魚尾（豆腐乾片）放入八成熱的油中炸。等待兩面都變成金黃色，瀝油裝盤。將青椒、高麗菜、木耳、薑末、醬油、白糖和水一起翻炒，炒熟後加米醋、澱粉，再淋上噴香的芝麻油。最後將滷汁均勻澆在「魚」身上。
- 兩做大蝦：蝦頭以油皮沾上花生仁末，蝦身用切成絲的蛋皮、黑白芝麻仁、鮮藕茸、山藥泥，蝦尾則以胡蘿蔔絲製作，分別調料、油炸，再擺盤而成整隻蝦形。
- 清湯魚麵

第4集
- 菊花火鍋：劇中朱瞻基邀太傅楊士奇於書齋賞菊，本欲下「風羊火鍋」；朱高熾聞香而至，在控制飲食期間禁不住誘惑吃的「菊花火鍋」。菊花清火明目、舒風平肝，入鍋別有一番風味。在古人心中，火鍋是鐘鳴鼎食的寫照，火鍋中加入幾瓣菊花、煮上生魚片更顯得清香鮮美。在南宋林洪所著的食譜《山家清供》中有對火鍋的記載：「以風爐安座上，用水少半銚，候湯響一杯後，各分以箸，令自筴入湯，擺熟啖之，乃隨意各以汁供。」
- 菊花茶：以整朵鮮菊花置於杯中，注入熱水即成，品來齒頰清香。

第9集
- 蟠龍黃瓜（Chinese cucumber salad）：為使節團來訪，姚子衿提出的迎賓膳單之一。食材簡單、勝在刀功技法。黃瓜原產於印度，後傳入中亞地區；西元前2世紀漢張騫通西域帶回中國，迄今已有2,200年歷史。

第10集--永樂帝壽宴
- 福壽三全事：即「佛跳牆（Fotiaoqiang, steamed abalone with shark's fin and fish maw in broth）

### 第14-27集（永樂22年-明仁宗洪熙元年）
- 蟹釀橙（steamed crab in orange）：以橙香搭配蟹鮮，立意新巧、風味獨特。杭州傳統名菜，屬浙菜系。食譜出自南宋林洪《山家清供》：「橙用黃熟大者，截頂，剜去穰，留少液，以蟹膏肉實其內，仍以帶枝頂覆之，入小甑，用酒、醋、水蒸熟。用醋、鹽供食，香而鮮，使人有新酒菊花、香橙螃蟹之興。」搭配新酒、賞菊，應屬秋季食令。

第22集
- 鹽封雞（salt baked chicken）

## 軼事
- 有韓國網民質疑許凱的造型太像韓服，甚至被网友堪称“中国版《大长今》”，《尚食》製片人于正反駁稱許凱穿的是「明朝漢服」，不能因為大明屬國朝鮮王朝沿用明朝漢服，就說許凱穿的是「韓服」[8]。

## 收視（香港）
| 集數    | 播映日期                     | 平均收視 | 備註           |
| 1-5集   | 2022年5月16日－2022年5月20日 | 18.4點   | [ 9 ]          |
| 6-10集  | 2022年5月23日－2022年5月27日 | 18.9點   | [ 10 ]         |
| 11-15集 | 2022年5月30日－2022年6月3日  | 18.7點   | [ 11 ]         |
| 16-20集 | 2022年6月6日－2022年6月10日  | 19.6點   | [ 12 ]         |
| 21-25集 | 2022年6月13日-2022年6月17日  | 19.3點   | [ 13 ]         |
| 26-30集 | 2022年6月20日-2022年6月24日  | 18.8點   | 最高單集20.6點 |
| 31-34集 | 2022年6月27日-2022年6月30日  | 19.3點   | [ 15 ]         |
| 全劇    | 全劇                         | 19點     |                |